# Карл VII (король Швеції)
Карл VII Сверкерссон (1130 — 12 квітня 1167) — король Швеції у 1161–1167 роках, боровся з родиною Еріксонів. Стосовно нумерації цього короля є деякі сумніви. За традицію він має номер VII, хоча серед відомих королів з таким ім'ям є першим.

## Життєпис
Походив з династії Сверкерів. Син Сверкера I, короля Швеції. Після загибелі батька деякий час переховувався на заході країни. 1158 року стає ярлом Остерготаланду.
У 1161 році кинув виклик королю Магнусу Генрікссону, якого переміг того ж року у битві при Еребру. Після цього швидко встановив свою владу по всій країні.
У своїй внутрішній політиці дотримувався традицій свого батька: зміцнив королівську владу та підтримував церкву. Він домігся у 1164 році заснування архієпископства у Швеції. Першим зайняв цю посаду Стефан, абат монастиря Альвастра, що мав підтримку роду Сверкерів. Тоді ж здійснив похід до Фінляндії, намагаючись відібрати землі у Новгородської республіки, проте зазнав невдачі.
У 1167 році короля було підступно вбито у Вісінге за наказом Кнута Еріксона, який став новим королем Швеції.

## Родина
Дружина — Кристіна Гвіде
Діти:
- Сверкер
- Христина, чорниця